# Nikitenko
Nikitenko [nikiténko] (rusko Никите́нко, ukrajinsko Нікіте́нко) je priimek več osebnosti. Beloruska oblika je Nikicenka [nikicénka] (belorusko Нікіце́нка).

## Etimologija, značilnosti in porazdelitev
V splošnem se najpogostejši beloruski priimki s končnico -enko (belorusko -енка) v rusificiranem zapisu v celoti ne razlikujejo od ukrajinskih. Priimki na -enko v prvi vrsti upravičeno veljajo za ukrajinske. Vendar pa ima precejšnje število Belorusov – 10 %, takšne priimke (približno 1.000.000 ljudi). V dokumentih 17. in 18. stoletja prisotnost te vrste priimkov v Belorusiji niso zabeležili. To kaže na njihov kasnejši pojav. V Belorusiji je razmeroma majhno območje (Mazirsko-rečiško polesje (belorusko Мазырскае-Рэчыцкае Палессе)), kjer prevladujejo priimki -enko in pokrivajo od 40 do 50 % prebivalstva. To ozemlje leži zunaj območja razširjenosti priimkov z -ov/-ev, izključni položaj priimkov z -enko tukaj pa je nedvomna posledica kulturnega vpliva sosednje Ukrajine.
Ukrajinska in ruska ženska oblika je enaka moški. V obeh jezikih se priimek ne sklanja.
Osnova za veliko večino priimkov na -enko so krstna imena in vzdevki po poklicih. Priimek Nikitenko je izpeljan iz polne oblike slovanskega moškega osebnega imena Nikita (starocerkvenoslovansko Нікита, sodobno rusko Ники́та) starogrškega izvora s tradicionalno ukrajinsko pripono -enko. Sicer je v splošnem belorusko in ukrajinsko pogostejše ime Mikita (belorusko Мікі́та, ukrajinsko Мики́та), vendar se v obeh jeziki rabi tudi oblika Nikita. Iz imena »Nikita« v ruščini izvirata patronimika »Nikitič« (Ники́тич) in »Nikitična« (Ники́тична), pa tudi priimek »Nikitin« (Ники́тин, Нікі́тін), oziroma njegova ženska oblika Nikitina (Ники́тина, Нікі́тіна). Včasih uporabljena patronimika v sodobnem jeziku »Nikitovič« in »Nikitovna« sta v nasprotju z rusko literarno normo. Drugače so iz imena »Nikita« nastali tudi, predvsem beloruski, priimki: 
Nikita, Nikicin (Нікіцін) / Nikicina (Нікіціна) (včasih tudi Nikitin (Нікітін)), Nikicenka (včasih tudi Nikitenko), Nikitka, Nikicik, Nikicjuk / Nikitjuk, Mikicjonak, Mikiška, Mikeška, Mikačou / Mikačov, Mikejčik, Mikel, Mikicki,
in rusko-ukrajinski:
Mikitenko (Миките́нко, Миките́нко), Mikitjuk (Микитюк, Микитю́к), Mikitka (Микитка), Mikitko (Микитко), Mikitin (Мики́тин) / Mikitina (Микитина), Mikitčuk (Микитчук), Mikitas (Микитась), Mikitčin (Микитчин), Nikitinski (Нікітінський), Nikitski (Ники́тский, Нікітський) / Nikitska (Ники́тская, Ники́тська), Nikitičev (Нікітічев, Никитичев).
Priimek je najpogostejši v Ukrajini. V Rusiji je najpogostejši v Kasnodarskem okraju, v Rostovski oblasti in v Moskvi, nekoliko manj pogosto v Novosibirski, Kurski in Voroneški oblasti, ter v Stavropolskem okraju. Nosilci priimka živijo tudi v Belorusiji in Kazahstanu.

## Zemljepisna imena
V povezavi s priimkom obstajajo toponimi:
- Nikitenka (in Nikitinka) (Никитенка / Никитинка), vas v Brjanski oblasti, Rusija
- Nikitinka (Никитинка):
  - hidronima – pritoka Vjatke in Lozve v Rusiji
  - več naselij v Kazahstanu in Rusiji
- Mikicina (Мікі́ціна, rusko Микитино), zaselek v Vitebski oblasti, Belorusija

## Znane nosilke in nosilci priimka
- Aleksander Nikitenko (Wikipodatki)
  - Aleksander Vasiljevič Nikitenko (1804–1877), ruski literarni zgodovinar, cenzor ukrajinskega porekla, redni član Imperatorske sanktpeterburške akademije znanosti (1855) (Wikipodatki)
  - Aleksander Grigorjevič Nikitenko (1930–1999), ruski znanstvenik, elektronik (Wikipodatki)
- Andrej Nikitenko
  - Andrej Vladimirovič Nikitenko (rojen 1979), ruski hokejist (Wikipodatki)
- Boris Nikitenko
  - Boris Leonidovič Nikitenko (rojen 1961), ruski znanstvenik, geolog, geofizik, dopisni član Ruske akademije znanosti (2022)
  - Boris Nikolajevič Nikitenko (1884–1907), ruski revolucionar, politik, eser
- Darja Pavlovna Nikitenko (1912–?), ruska kolhoznica, herojinja socialističnega dela (1948) (Wikipodatki)
- Gana Pentelijivna Nikitenko (Ana Pantelejevna) (1922–1998), ukrajinska kolhoznica, herojinja socialističnega dela (1949) (Wikipodatki)
- Grigorij Nikitenko (Wikipodatki)
  - Grigorij Grigorovič Nikitenko (rojen 1941), ukrajinski državnik, politik (Wikipodatki)
  - Grigorij Jevsejevič Nikitenko (1909–1996), ruski podčastnik, heroj Sovjetske zveze (1940) (Wikipodatki)
- Ivan Kuzmič Nikitenko (1901–1980), ruski generalmajor inženirsko-tehniške službe (Wikipodatki)
- Jurij Mikolajovič Nikitenko (rojen 1974), ukrajinski nogometaš, vratar (Wikipodatki)
- Konstantin Sergejevič Nikitenko (rojen 1922), ruski civilni pilot, heroj socialističnega dela (1973) (Wikipodatki)
- Kuzma Jefimovič Nikitenko (1885–1963), ruski rudar, heroj socialističnega dela (1957) (Wikipodatki)
- Ljubov Ivanovna Nikitenko (rojena 1948), kazahstanska lahkoatletinja
- Marija Nikolajevna Nikitenko (1946–1988), ruska mlekarica, nosilka reda delavske časti (1985) (Wikipodatki)
- Nadija Mikolajivna Nikitenko (rojena Zavorotna, 1944), ukrajinska zgodovinarka, kulturologinja, muzeologinja, zaslužna kulturna delavka Ukrajine (2009) (Wikipodatki)
- Natalja Vladimirovna Nikitenko (rojena 1979), kirgiška državnica, politična delavka, borka za človekove pravice, strokovnjakinja za ustavno pravo (Wikipodatki)
- Nikolaj Mihajlovič Nikitenko (1922–1978), ruski častnik, vojaški pilot, heroj Sovjetske zveze (1945) (Wikipodatki)
- Peter Georgijevič Nikitenko (Peter Georgijevič Nikicenka) (rojen 1943), beloruski ekonomist, politični ekonomist, noosferolog (filozof), redni član Nacionalne akademije znanosti Belorusije (2000) (Wikipodatki)
- Roman Dimitrijevič Nikitenko (rojen 1989), rusko-beloruski bendist (Wikipodatki)
- Sergej Vladimirovič Nikitenko (rojen 1956), ruski kolesar, svetovni prvak v dirkališčnem kolesarstvu (1982) (Wikipodatki)
- Svjatoslav Oleksijovič Nikitenko (rojen 1960), ukrajinski umetnik, kamnoseški rezbar (Wikipodatki)
- Tetjana Nikitenko (rojena 1977), ukrajinska rokometašica, trenerka, zaslužna mojstrica športa Ukrajine (Wikipodatki)
- Valerij Jefremovič Nikitenko (rojen 1940), ruski gledališki, filmski in sinhronizacijski igralec, zaslužni umetnik RSFSR (1980), narodni umetnik Ruske federacije (2009) (Wikipodatki)
- Vasilij Lavrentjevič Nikitenko (1919–1974), ruski podčastnik, heroj Sovjetske zveze (1945) (Wikipodatki)
- Viktor Nikitenko
  - Viktor Ivanovič Nikitenko (rojen 1947), ruski nogometaš, trener (Wikipodatki)
  - Viktor Vasiljevič Nikitenko (rojen 1938), ruski jeklar, heroj socialističnega dela (1973) (Wikipodatki)
- Vladimir Andrejevič Nikitenko (rojen 1957), rusko-kazahstanski nogometaš, trener, mojster športa ZSSR (Wikipodatki)